# Zygouries

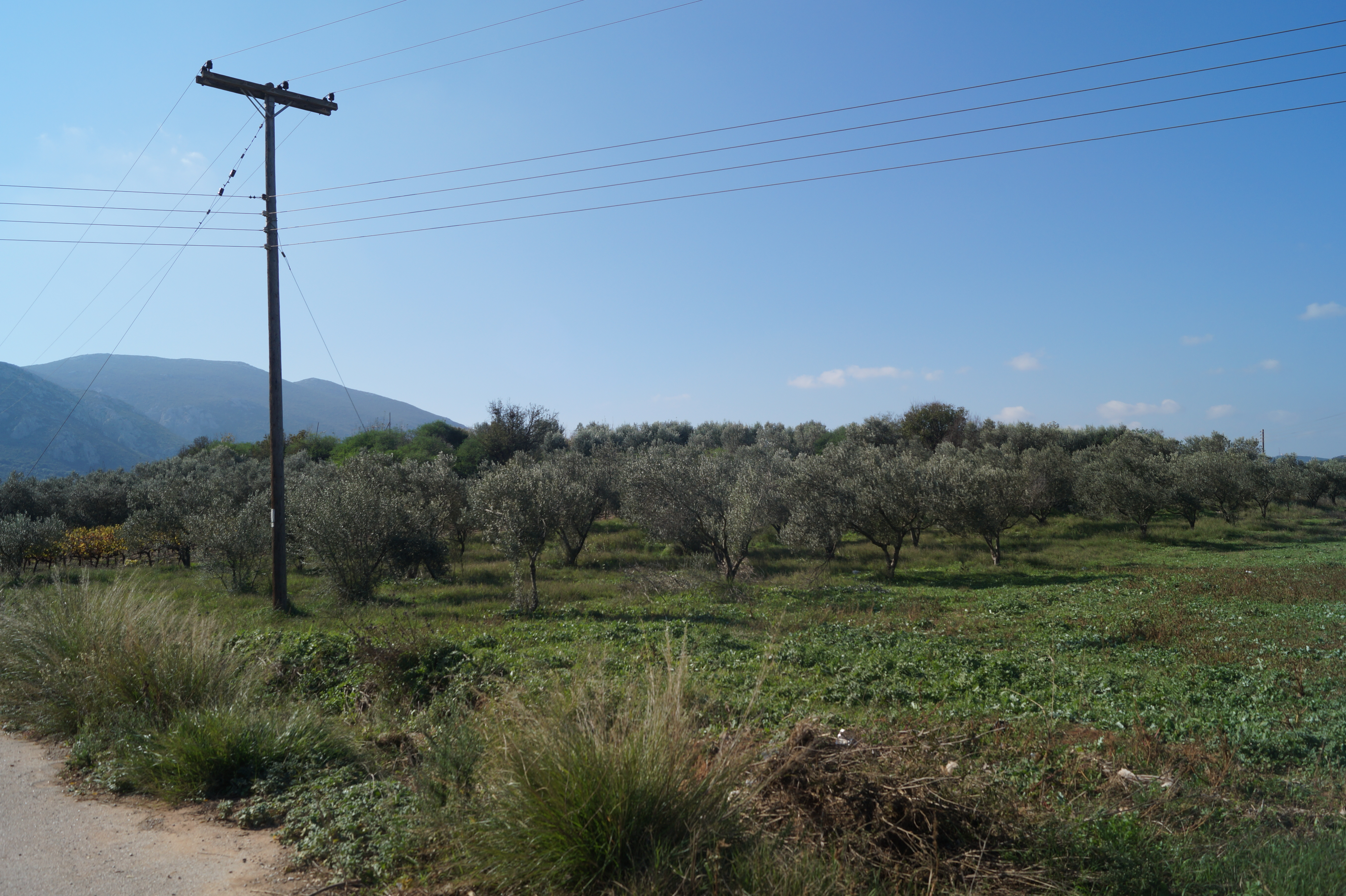
Blick von Osten auf den Hügel von Zygouries

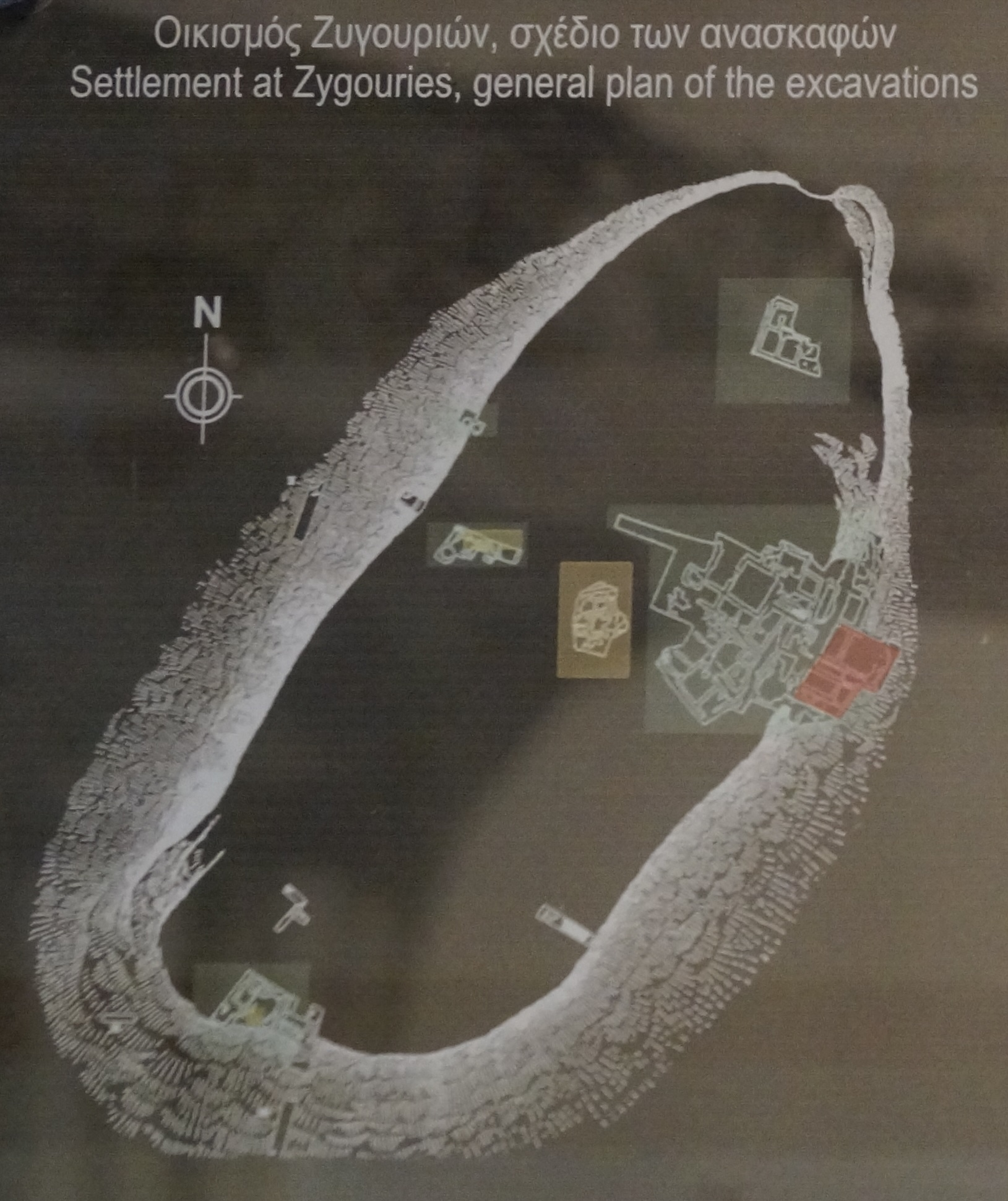
Plan der archäologischen Stätte von Zygouries

Zygouries (griechisch Ζυγουριές (f. pl.) = Stinksträucher) ist eine archäologische Stätte auf dem gleichnamigen Hügel in der Korinthia in Griechenland. Zygouries liegt südöstlich des Tales von Kleonai etwa 400 m südwestlich des Ortes Chania Agiou Vasiliou. Die vorgeschichtlichen Funde reichen von dem Neolithikum bis in die Mykenische Zeit. Wie der Ort in der Antike hieß, ist unbekannt. Er lag an der strategisch wichtigen Kreuzung wo von der Hauptroute von Korinth über den Tretos-Pass nach Argos der Weg nach Mykene abzweigte. Dieser Weg führte nach Süden durch eine Schlucht zur Burg Kastro Agiou Vasiliou und über das Arachneo-Gebirge nach Mykene.

## Geschichte
Im Frühhelladikum (FH) entstand die erste Siedlung auf dem Hügel. Fritz Schachermeyr vermutete, dass der Ort von Trägern der Keros-Syros-Kultur am Übergang vom Neolithikum zur Bronzezeit gegründet wurde. Gegen Ende von FH wurde die Siedlung verlassen. Im späten Mittelhelladikum (MH) wurde Zygouries erneut besiedelt. Die Siedlung wuchs über die Jahrhunderte und erstreckte sich schließlich im Späthelladikum (SH) in der Ebene auch westlich und östlich des Hügels. Es handelte sich wahrscheinlich um einen Außenposten Mykenes mit hierarchischer Gliederung. Um 1200 v. Chr. zu SH III B wurde die Siedlung durch Brand zerstört und verlassen. In Byzantinischer Zeit gab es weitere Baumaßnahmen auf dem Hügel. 1921–1922 führte hier der amerikanische Archäologe Carl Blegen Ausgrabungen durch.
Die Funde befinden sich im Museum von Archea Korinthos und im Metropolitan Museum of Art in New York City.

## Beschreibung
Der Hügel von Zygouries misst von Nord nach Süd etwa 165 m, ist etwa 70 m breit und erhebt sich etwa 10 m über die umliegende Ebene. Auf dem natürlichen Fels aus Konglomerat oder kieshaltigem Sandstein gibt es Kulturschicht von 0,3 bis 3 m Stärke. Vor allem in byzantinischer Zeit wurde durch Planieren ein Großteil der prähistorischen Siedlung zerstört. So lagen vielerorts die Frühhelladischen Schichten direkt unter der Oberfläche und die Mittelhelladischen und Späthelladischen waren größtenteils zerstört. Etwa 500 m westlich auf dem Ambelakia-Hügel befand sich ein antiker Friedhof.

### Frühhelladikum

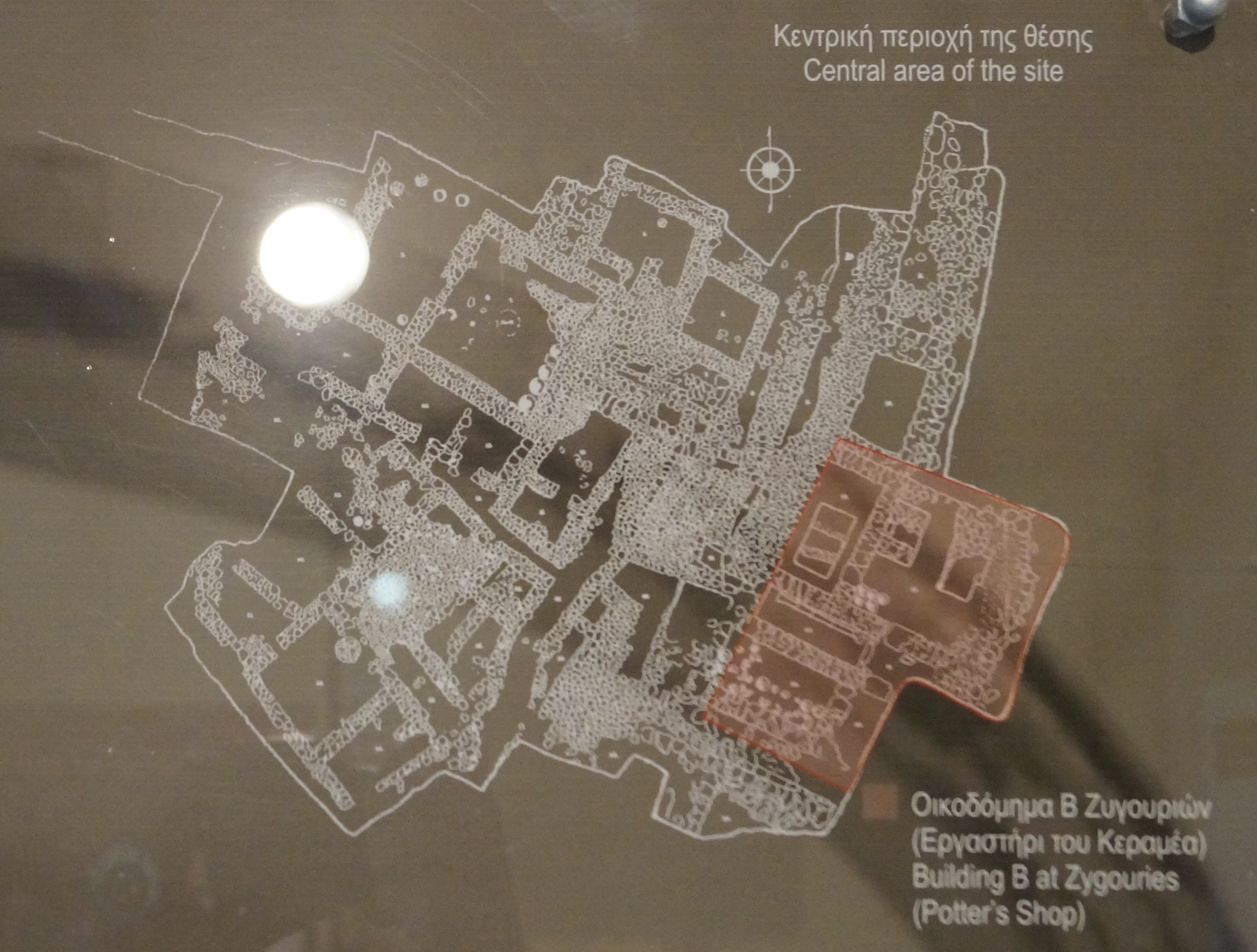
Grabungsschnitt VII

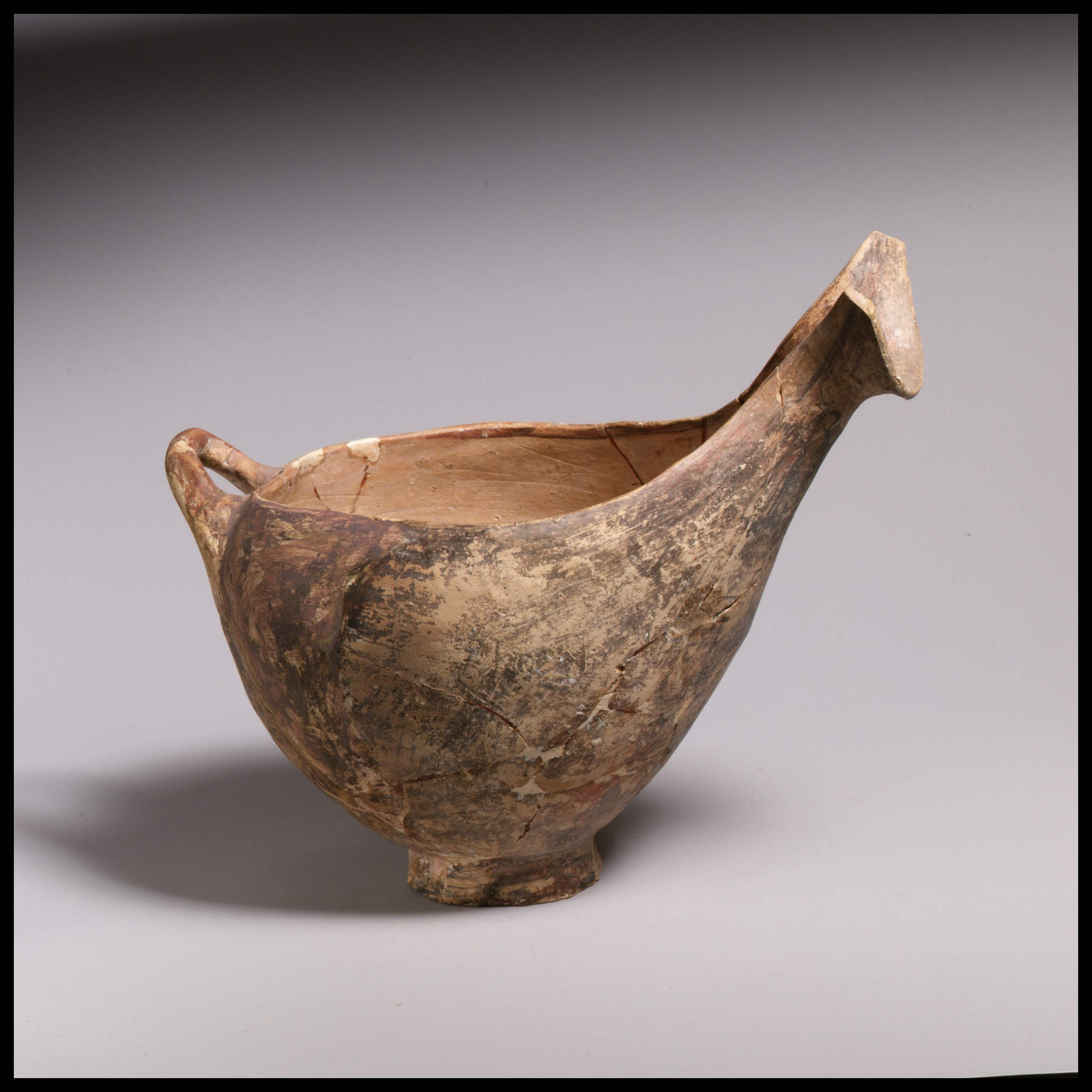
Frühhelladische Sauciere aus Zygouries

Carl Blegen legte insgesamt 13 Grabungsschnitte an. In allen, die er auf dem Hügel anlegte, fand er Mauern aus dem Frühhelladikum. Im größten Grabungsschnitt VII fand er die meisten Häuser. Die Mauern waren zwischen 0,6 und 0,9 m dick, aus unbearbeiteten Steinen errichtet und hatten ursprünglich einen Aufbau aus groben Lehmziegeln. Zwischen den kleinen Häusern verliefen Straßen und Wege, die mit kleinen Kieseln und Tonscherben gepflastert waren. Wie Tierknochen, Muschelschalen, Schneckenhäuser, Teile von Bronzegegenständen und zerbrochene Tongefäße zeigen, entsorgte man den Abfall auf den Straßen. Die Häuser ähnelten denen auf den Kykladen, hatten oftmals einen kleineren Vorraum und einen Hauptraum mit Herd in der Mitte. Die Mauern verliefen eher geradlinig und bildeten keine Apsis.

#### Haus D
Haus D war eines der prunkvollsten aus dieser Zeit. Es hatte einen rechteckigen Grundriss von 5,65 m mal 2,50 m. Der Vorraum lag im Süden und war 1,40 m Tief und 2,50 m breit. Eine 0,65 m breite Tür führte in den nördlichen 3,65 m tiefen Hauptraum. Hier fand man auf dem Lehmboden eine Sauciere, einen zylindrischen Ständer für eine große Schüssel und mehrere Pithoi, die vor der Nordwand standen.

#### Haus A
Nordöstlich von Haus D lag Haus A, ebenfalls mit Nord-Süd-Ausrichtung. Die Außenmaße betrugen 6,40 × 4 m. Durch eine 0,62 m breite Tür gelangte man von Osten in den 1,50 × 2,50 m großen Vorraum. Nördlich schloss der fast quadratische Hauptraum von 2,70 × 2,70 m an. Wie der Vorraum hatte dieser einen Boden aus gestampftem Lehm. In Haus A fand man zerbrochene Keramik, ein Gefäß in Form eines Vogels, zwei Spinnwirtel, ein konisches Objekt aus Ton und ein flaches Bronzeband.
1995 untersuchte Steven Harrison die Architektur der frühhelladischen Häuser und kam zu dem Schluss, dass die Häuser A und D keine eigenständigen Wohneinheiten waren, sondern einen Teil des Hauses der Pithoi darstellten.

#### Haus der Pithoi
Das Haus der Pithoi ist bisher das größte und prunkvollste, das ausgegraben wurde, und lag westlich von Haus D. Von Norden betrat man das offene Vestibül. Eine 2,10 m breite Tür, die vermutlich durch eine Doppeltür verschlossen werden konnte, führte im Osten in den großen Hauptraum von 5,60 × 5,55 m. Die 0,9 m dicken Mauern waren bis in eine Höhe von 1,50 m erhalten. Wahrscheinlich gab es noch einige Pfosten, die das Flachdach des großen Raumes stützten. Eine Tür im Osten der Nordwand des Hauptraumes führte in einen kleineren Raum von 3,90 × 3,70 m. Möglicherweise gab es noch weitere Räume, die nicht freigelegt wurden. Das Haus war durch Feuer zerstört worden. Hierbei wurden einige Lehmziegel gebrannt, deren Größe bestimmt werden konnte. Sie waren etwa 0,3 m lang, 0,2 m breit und 0,15 m hoch.
An der Ostwand des Hauptraumes fand man vier Pithoi und Scherben von etwa drei weiteren. Sie dienten der Lagerung von Öl, Mehl und anderen Lebensmitteln. Außerdem fand man noch 16 weitere komplette Tongefäße: flache Schüsseln, eine Sauciere mit Ausguss in Form eines Bocks und einen einfachen Kochtopf, der noch große Rinderknochen enthielt – vermutlich stellte dies das letzte Essen vor der Zerstörung des Hauses dar. In der Raummitte fand man einen Herd und einen Mahlstein. In dem kleineren Raum entdeckte man nur Tonscherben.
1985/86 untersuchte der Archäologe Daniel J. Pullen die Aufzeichnungen und Funde aus Blegens Grabung. Dabei stieß er auf etwa 200 Dachziegel, die zum Teil Urfirnis trugen. Diese wurden unter dem Haus der Schneckenhäuser gefunden und stammten wahrscheinlich von einem Vorgängerbau des Hauses der Pithoi, der zu FH II zerstört wurde. Dieser Vorgängerbau war ein sogenanntes Korridorhaus und hatte einen ähnlichen Grundriss wie das Haus der Ziegel in Lerna und umfasste auch den Bereich, auf dem später das Haus der Schneckenhäuser errichtet wurde.

#### Haus der Schneckenhäuser
Südlich an den Hauptraum des Hauses der Pithoi grenzt das kleine Haus der Schneckenhäuser mit West-Ost-Ausrichtung an. Durch eine 0,85 m breite Tür gelangte man in den östlichen Vorraum von 2 × 2 m. Der Hauptraum war 2,20 × 3,30 m groß. Auf dem Boden des Hauses fand man Schneckenhäuser, die vermutlich von der letzten Mahlzeit stammten, und Tonscherben von insgesamt 37 Gefäßen wie große Krüge und kleinere Saucieren.

#### Haus W
Haus W erstreckte sich südlich von Haus D und dem Haus der Schneckenhäuser. Es hatte einen großen zentralen Hof von 4,25 × 3,25 m und einen 3,07 m breiten Eingang von Süden. Im Westen lagen ein größerer Raum von 3,45 × 2,45 m und im Osten ein größerer südlicher Raum von etwa 3 × 3 m und ein kleiner nördlicher Raum von 1,57 × 1,80 m. Im westlichen Raum befanden sich ein Pithos und Tonscherben, die zum Teil von Saucieren stammten.

#### Haus S
Haus S lag südlich von Haus W. Es bestand aus einem östlichen Vorraum, einem Hauptraum und einem kleinen Hinterzimmer. Der Vorraum maß 2,10 × 4 m, der Hauptraum 3,90 × 3,90 m und der Hinterraum 2 × 3,45 m. Im Hauptraum, der als Wohnbereich diente, gab es als Feuerstelle eine Steinplattform von 0,25 m Höhe und einem Durchmesser von 1,05 m. In dem Haus fand man kleine Vasen und winziges Geschirr und Löffel.
Auch bei den Häusern W und S zweifelte Steven Harrison die Eigenständigkeit an. Er vermutete, dass die beiden Häuser sich um einen Hof gruppierten und zu einer Wohneinheit gehörten.

#### Haus E
Östlich von Haus W befand sich Haus E. Es wurde in mykenischer Zeit größtenteils zerstört, nur der westliche Teil blieb erhalten. Es hatte einen Grundriss ähnlich dem des Hauses D.

#### Haus L
Haus L lag im Norden des Hügels von Zygouries in Grabungsschnitt I. Drei Räume gruppierten sich westlich und südlich um einen Hof. Westlich des Hofs gab es einen kleinen Raum von 3,25 × 2,25 m, der durch eine Tür mit dem Hof verbunden war. In ihm fand man einen Askos, eine winzige Patera, ein Teil eines Löffels und viele Tonscherben. Der südöstliche Raum von 2,50 × 3,50 m diente vermutlich als Küche, da man hier zwei Kopftöpfe und Reste des Herdes entdeckte. Weitere Funde waren eine Klinge, ein Wetzstein, zwölf Obsidianklingen, Teile von zwei Saucieren und ein Krug mit ovalem Ausguss.
Der südwestliche Raum maß 2,60 × 3,55 m, diente als Lagerraum und konnte vermutlich über den südöstlichen erreicht werden. Hier fand man sechs Pithoi, die in den Boden eingelassen waren, zwei Spinnwirtel oder Knöpfe, zwei Mahlsteine, einen Stampfer, zwei Wetzsteine, zwei Austernschalen, sechs Obsidianklingen, eine Klinge aus grauem Feuerstein, einen großen Askos, zwei komplette flache Schalen und eine Perle aus Chalcedon. Im Hof an der südlichen Wand gab es vermutlich eine Steinbank. Der Hof war nicht gepflastert, sondern hatte einen Boden aus gestampftem Lehm. Hier fand man drei Pithoi und fünf weitere Obsidianklingen. Da man in Haus L insgesamt 23 Obsidianklingen fand, wurde die Vermutung geäußert es könnte sich um das Haus eines Messer- oder Klingenhändler handeln. Westlich des Hauses gab es vermutlich einen Schutthaufen, da man hier die Scherben von zwei Saucieren, einem Krug und weiteren kleineren Vasen entdeckte.

#### Haus Y
Am südlichen Abhang von Zygouries fand man in Grabungsschnitt XI Haus Y. Da es nur 20–30 cm unter der Oberfläche lag, wurde es durch Bautätigkeit in byzantinischer Zeit und die Anlage eines frühchristlichen Grabes stark zerstört. Es hatte einen kleinen Vorraum und einen Hauptraum von etwa 4,20 × 4,25 m. Hier fand man neben der üblichen Anzahl an Tonscherben ein knopfförmiges Siegel aus Terracotta. Dies war das erste seiner Art, das bis dato auf dem Festland zum Vorschein kam, und war deshalb sehr bedeutend.

#### Haus des Dolches (Haus U)
Haus U wurde direkt westlich von Haus Y gefunden. Es besteht aus zwei Räumen, wovon wahrscheinlich nur der hintere überdacht war. Da die Mauern des Vorraumes sehr dünn waren, vermutete Blegen, dass diese nicht sehr hoch waren und deshalb kein Dach trugen. In dem 1,50 × 4 m großen Hauptraum gab es einen gut erhaltenen Lehmboden mit kleinen Steinen und Tonscherben. Auf dem Boden fand man eine Bronzeahle, einen Stöpsel aus Terrakotta und Obsidianabschläge. In der Südostecke des 3,75 × 4,50 m großen Vorraums gab es einen Herd und in der Nordwestecke einen Bothros von 0,8 m Durchmesser und 1 m Tiefe. In der Nähe gab es noch eine Grube aus der byzantinischen Zeit.
An der Ostseite fand man Knochen eines Kinderbegräbnisses aus mittelhelladischer Zeit, das nach Aufgabe des Hauses angelegt wurde. Im Vorraum entdeckte man eine Feuersteinsäge, drei Spinnwirtel, eine flache Schale und einen kleinen Löffel. Im Boden entdeckte man einen Feuerstein, einen Mahlstein, Eberzähne, einen Spinnwirtel, einen Stopfen und einen Tierkopf aus Terrakotta. In einer Kuhle lagen ein Askos, zwei Krüge, sieben flache Schalen, ein Schöpflöffel, Saucieren und flache Teller. Unterhalb des Fußbodens gab es eine etwa 10 cm dicke Brandschicht, man fand aber keine dazugehörigen Mauern.
Südlich von Haus U verlief ein kleiner Weg, dessen Pflaster aus kleinen Steinen, Scherben und Schutt bestand. Auf dem Weg fand man flache Knochengeräte, eine Spule aus Knochen und einen Bronzedolch, nach dem das Haus U auch Haus des Dolches genannt wird.

#### Weitere Funde
Auf dem Hügel von Zygouries gibt es, wie weitere Grabungsschnitte zeigen, noch weitere Häuser aus Frühhelladischer Zeit, die jedoch bisher noch nicht erforscht wurden. Im Westen in Grabungsschnitt III fand man zwei Frühhelladische Bothroi, die in byzantinischer Zeit wiederentdeckt und in Zisternen umgewandelt wurden.

### Mittelhelladikum
Aus mittelhelladischer Zeit wurden nur wenig Gebäudereste gefunden. Dies liegt einesteils an der späteren Zerstörung. So fand man im Ostteil eine dicke MH-Schicht unter der Späthelladischen Schicht. Auf der anderen Seite war die Stadt zu MH kleiner und unbedeutender als zu FH. Im Grabungsschnitt VI fand man eine gebogene Mauer, die möglicherweise zu einem apsidialen Gebäude gehörte. Die Funde sind jedoch zu spärlich, um dies mit Sicherheit zu bestätigen. Innerhalb der Siedlung fand man vier mittelhelladische Gräber.

#### Grab I
Grab I fand man in Grabungsschnitt VI in der Mitte des Hügels in etwa 1 m Tiefe. Es hatte eine unregelmäßig ovale Form von 1,75 × 1,10 m und war von einem Steinkreis aus kleinen Steinchen umgeben. Der Leichnam war in seitlicher Hockerlage, auf der rechten Seite liegend mit dem Kopf im Norden und Blick nach Westen, beigesetzt. Als Grabbeigaben fand man 19 Perlen aus Bergkristall und 15 aus Glaspaste einer Halskette. Auf dem Unterkiefer lag ein Knäuel und zwei Ringe aus Bronzedraht, die vermutlich als Haarreif dienten. Außerdem fand man einen kleinen Krug und eine Tasse mit Mattmalerei, einen Spinnwirtel aus Terrakotta und eine Nadel aus Knochen.

#### Grab IV
Grab IV lag im östlichen Teil von Grabungschnitt V 1,10 m unter dem Boden. Es war eine einfache Grube in einer Ecke eines frühhelladischen Hauses. Der Boden war mit kleinen Steinchen bedeckt. Darauf war ein zwei bis drei Jahre altes Kind auf der linken Seite liegend mit dem Kopf nach Norden und dem Blick nach Osten in Hockerposition beigesetzt. Ein großer Pithos, den man hier fand, war vermutlich ursprünglich über den Körper gestülpt. Neben den Füssen lag eine Scharzminysche Tonscherbe, nach der das Grab in die mittelhelladische Zeit datiert wird. 0,50 m südlich und in derselben Schicht des Grabs fand man Knochen von zwei Ziegen. Vermutlich handelt es sich hierbei um Opfer bei der Begräbnisfeier.

#### Grab V
2,25 m südöstlich von Grab IV fand man ein weiteres Grab. In der einfachen runden Grube von etwa 0,50 m Durchmesser fand ein sehr kleines Kind seine letzte Ruhe. Es war auch in Hockerlage beigesetzt auf der rechten Seite liegend mit Kopf im Osten und Blick nach Norden.

#### Grab VI
Ein weiteres Grab entdeckte man im Hof des Hauses des Dolches. Es handelte sich um eine ovale Grube von 0,40 × 0,70 m, die mit kleinen Steinen gepflastert war. Die Überreste eines Kindes waren nur spärlich erhalten. Wahrscheinlich war es mit dem Kopf nach Süden beigesetzt worden. Die Beisetzung erfolgte vermutlich nach Zerstörung des Hauses in mittelhelladischer Zeit.

### Späthelladikum

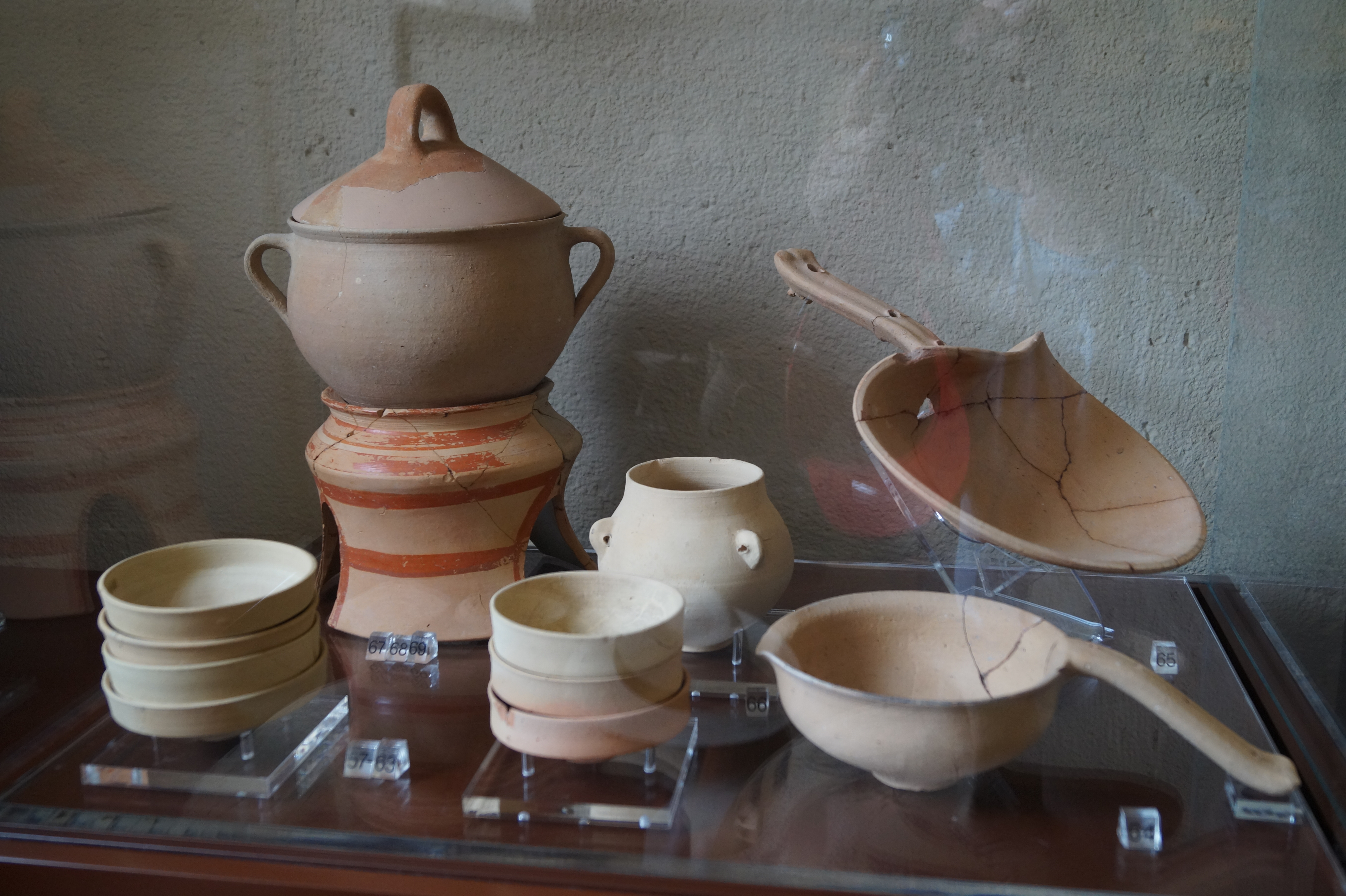
Gefäße aus Haus B: 57–63: Schalen mit durchlöcherten Böden, 64: Schöpflöffel, 65: Kohlepfanne, 66: Krug mit drei Schnurösen, 67–69: Kochtopf mit Deckel auf Dreifuß

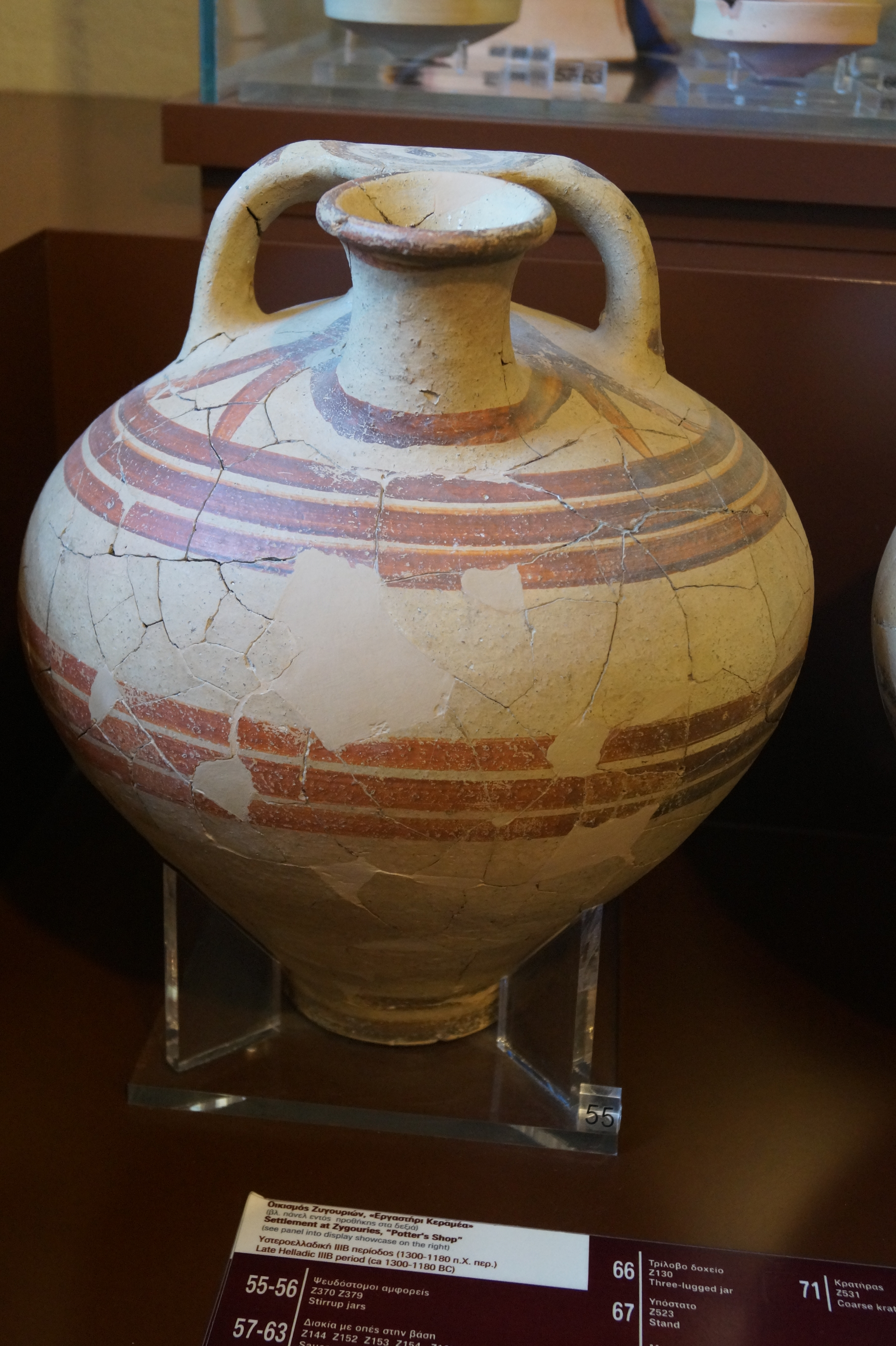
Bügelkanne aus Haus B

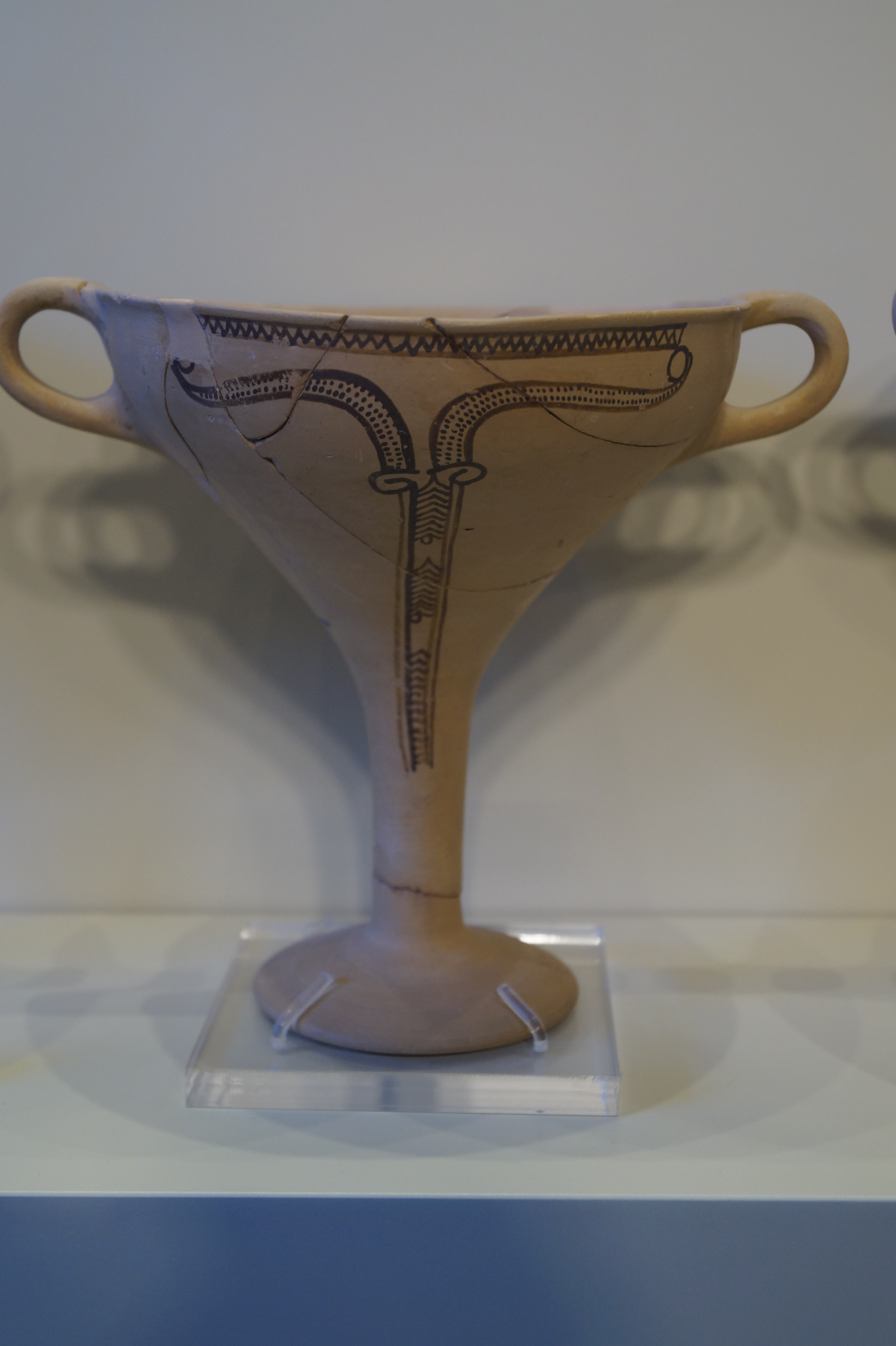
Kylix im Zygouries-Stil

Etwa 50 m östlich des Hügels traten in der Böschung eines tief eingeschnittenen Bachbetts späthelladische Mauern und Tonscherben zu Tage. Aus diesem Grund legte man zwischen dem Bachbett und dem Hügel einen Grabungsschnitt an, in dem man Grundmauern mit gestampftem Lehmfußboden, eine Badewanne aus Terrakotta und andere großen Gefäße fand. Auch westlich des Hügels gab es viele späthelladische Tonscherben (SH III, 1400–1100 v. Chr.), was zeigt, dass sich die Siedlung zu dieser Zeit nicht nur auf den Hügel beschränkte. Auf dem Hügel gab es wenige, durch spätere Arbeiten stark beschädigte, nicht zusammenhängende Mauerzüge. Die Siedlung war nicht durch eine Mauer befestigt.

#### Haus B (Töpferei, Töpferwarenhandel oder Parfümfabrik)
Am Osthang von Zygouries fand man innerhalb von Grabungsschnitt VII einen größeren Teil eines späthelladischen Hauses. Es war auf einer Plattform errichtet worden, die im Westen in den Hang gegraben und im Osten durch Aufschüttung angelegt wurde. Über die Jahrtausende wurden durch Erosion die Aufschüttung wieder abgetragen und so der Ostteil des Hauses zerstört. Der Rest des Hauses war jedoch von Erde bedeckt und war so bei seiner Auffindung in einem guten Zustand. Bei dem erhaltenen Teil des Hauses handelt es sich um das Keller- oder Erdgeschoss eines Gebäudes. Es ist etwa 15 m lang und 11,50 m breit. Die Mauern wurden aus kleinen und großen Steinen, die in Ton gelegt waren, gebaut. Die inneren Trennwände waren 0,80 m und die Außenwände bis 1,20 m dick.
Bei den aufgefundenen Räumen handelt es sich um einen zentralen Korridor, der von Süd nach Nord verlief. Westlich davon gab es vier und nördlich einen Raum. Vermutlich gab es östlich noch weitere vier Räume. Der am besten erhaltene war der nordwestliche Raum, der 2,55 × 4,90 m maß. Die Westwand war bis zu 1,40 m hoch erhalten. Die Wände waren mit grobem Mörtel verputzt und unbemalt, und der Boden bestand aus gestampftem Lehm. Der Raum war durch eine 1,05 m breite Tür mit Türschwelle aus Kalkstein verbunden. In dem Raum fand man mehr als 500 unbemalte, tiefe Schüsseln, 75 kleine Saucieren, zwanzig kleine Krüge mit drei Schnurösen, drei große und zehn kleine Bügelkannen, Wasserkrüge, Bassins, Schöpflöffel, Tassen und weitere Gefäße in kleiner Anzahl. Die Gefäße zerbrachen, als das Haus einstürzte. Die meisten Schüsseln, die Blegen als Kochtöpfe identifizierte, lagen ineinander gestapelt im Süden des Raumes, weitere gab es im Norden. Bei der Tür befanden sich die Saucieren, kleinen Krüge und Schöpflöffel, und in der Mitte des Raumes lagerten Bassins und kleine Bügelkannen. Vor Ost- und Westwand standen die großen Bügelkannen und der Wasserkrug.
Der größte Raum mit 4,95 × 4,95 m war der Nordraum. Durch die Erosion war sein Ostteil abgestürzt. Die 1,21 m breite Tür im Süden führte zu dem Korridor. In dem Raum fand man fünf große unbemalte Kratere, 300 unbemalte und 70 bemalte Kylikes mit hohem Stil. Die Art, wie die Kylikes bemalt waren, wird als Zygouries-Stil bezeichnet. Südlich davon lag ein schmaler Raum von 4,65 × 1,40 m mit einer 0,90 m breiten Tür. Auf dem Fußboden aus hartem weißlichen Ton entdeckte man einen Dreifuß aus Terrakotta, der dazu diente, einen Kochtopf über dem Feuer zu platzieren. In dem Raum gab es eine offene, aus U-förmigen Tonschalen gebaute Drainageleitung.
Der nächste südlich anschließende Raum war 4,65 × 2,45 m groß und hatte eine 1 m breite Tür. Die Westwand war 0,65 m nach Westen verschoben, so dass die westliche Hausfassade vorsprang, wie dies bei mykenischen Häusern oft anzutreffen ist. Die Westmauer war 1,65 m hoch erhalten und trug einen groben Putz. Auf dem Boden des Raumes waren viele zylindrischen Krüge, Bassins und Kratere umgekehrt ineinander gestapelt aufgereiht. Außerdem waren hier auch tiefe Schalen und kleine Gefäße gelagert. Der südlichste Raum war nur 1,75 m breit. Durch in wurde eine zylindrische Wasserleitung, die mit Steinen bedeckt war, geführt. Vermutlich diente der Raum als Treppenhaus und führte in das Obergeschoss.
In allen Räumen entdeckte man kalzinierte Steine und gebrannte Lehmziegel. Diese zeigen, dass das Haus um 1200 v. Chr. durch Feuer zerstört wurde. Ein Ziegel blieb so erhalten und konnte vermessen werden. Er war 35 cm lang, 22 cm breit und 8,5 cm hoch. Außerdem fand man wenige Bruchstücke eines mit Fresken bemalten Putzes, der aus dem Obergeschoss herab gefallen war. Blegen konnte zwei verschiedene Dekorationsstile unterscheiden. Das Obergeschoss hatte sich möglicherweise noch etwas nach Westen ausgedehnt. Hier gab es einen Gully von 0,80 × 0,80 m und 0,60 m Tiefe. Er hatte einen Boden aus Steinen und die Seiten waren mit wasserfestem Putz ausgekleidet. Dieser Gully entwässerte vermutlich über den schmalen Raum. In dem Gully fand man sechs Terrakotta-Figuren, eine Steatitgemme, Muschelschalen und ein Bronzemessser mit Resten eines Elfenbeingriffs.
Blegen vermutete, dass es sich bei Haus B, in dem man eine so große Menge unbenutzter Keramik fand, um eine Töpferei handelte und sich der Brennofen im Ostteil des Gebäudes befand. Später wurde bezweifelt, dass sich der Brennofen innerhalb des Hauses befand, deshalb glaubte man, dass sich hier nur die Werkstatt des Töpfers oder ein Töpferwarenhandel befand, der die Produkte eines nahen Töpfers vermarktete. Patrick Thomas schließlich sah in Haus B ein Lager für Gefäße zur Parfümherstellung.

#### Parfümherstellung
Da in Haus B Installationen wie Brennofen und Wasserversorgung fehlen, die für die Keramikproduktion nötig waren und auch sonst keine Funde auf diese hindeuten, folgt man heute der Argumentation von Patrick Thomas. So konnten in den Bassins Riechstoffe mittels kalter Extraktion gewonnen werden, indem man zum Beispiel Blütenblätter in Olivenöl einlegte. Für die Extraktion unter Wärmezufuhr (Digerieren) stellte man die halbrunden, mit einem konischen Deckel abgedeckten Kochtöpfen auf einen Dreifuß aus Terrakotta und erhitzte sie über Feuer. Hierbei verwendete man die schaufelartigen Kohlepfannen zum Transport und zur Anordnung der Holzkohle. Um das Öl zu klären, wurde die Mischung durch ein Set von Schalen mit durchlöcherten Böden geseiht. Nun wurde das Öl in ein Krater gefüllt und konnte mit weiteren Zutaten wie zum Beispiel Honig versetzt werden. Außerdem konnten sich hier weitere Schwebstoffe absetzen. Die Schöpfkellen konnten zum Umrühren und zum Umfüllen verwendet werden. Zur Lagerung und dem Transport wurde das fertige Parfüm in Bügelkannen umgefüllt. Die kleinen Krüge mit drei Schnurösen dienten vermutlich als Messgefäße. Die Parfümherstellung stand vermutlich unter der Kontrolle Mykenes und das Produkt war der Herrscherklasse vorbehalten.

### Mittelalter
Aus byzantinischer Zeit wurden in Zygouries zahlreiche Mauerzüge freigelegt. Bei diesen Baumaßnahmen wurde oftmals der Boden planiert und hierbei vor allem die mittel- und späthelladischen Schichten beseitigt. Insgesamt fand man drei Gräber aus dem Mittelalter, zwei byzantinische im Grabungschnitt VI (Gräber II und III) und ein frühchristliches im Grabungsschnitt XI (Grab VII). Die Toten wurden in ausgestreckter Rückenlage mit dem Kopf im Westen und auf der Brust gekreuzten Armen bestattet. Wie für christliche Begräbnisse üblich, gab es keine Grabbeigaben. Nur in einem Grab fand man Absatzbeschläge, die darauf hindeuten, dass der Tote schweren Stiefel trug.